# Saint-André-de-Sangonis
Saint-André-de-Sangonis è un comune francese di 5 258 abitanti situato nel dipartimento dell'Hérault nella regione dell'Occitania.

## Società

### Evoluzione demografica
Abitanti censiti